# 恰克 (神祇)

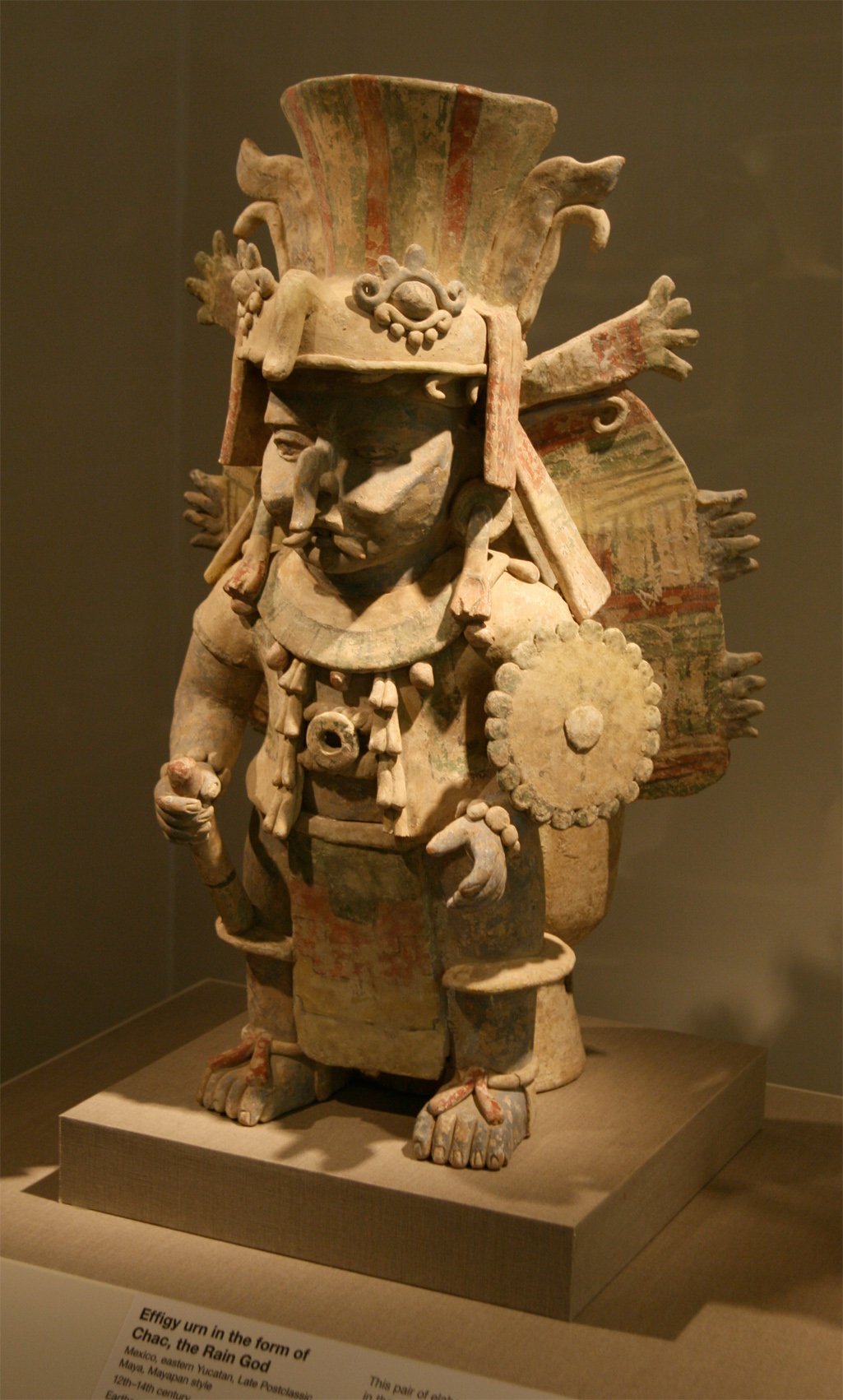
瑪雅雨神恰克的陶俑，現存於三藩市的笛洋美術館

恰克（一作查克，Chaac或Chac，古典馬雅語：Chaahk）是馬雅神話中的雨神和雷電之神。恰克是個以閃電為斧頭，砍擊雲霧，導致打雷和降雨的神祇。恰克是相對阿茲特克神話中的特拉洛克，及米斯特克神话的扎维。

## 施雨之神
跟一些其他馬雅神祇一樣，恰克既是一個神，也是多個神。四個恰克是代表了東南西北四個方向，顏色各有不同：東方為紅色、北方為白色、西方為黑色、南方為黃色。在16世紀的尤卡坦半島，屬東方的恰克名為恰克·希布·恰克（Chac Xib Chac），即「紅恰克」（Red Man Chac）的意思。
現時尤卡坦馬雅農夫分辨不同的下雨情況和雲的形狀，並將之人格化、定下不同層級的雨神。奇奧蒂馬雅人仍保留著有關下雨的重要的民間傳說，內容是雨神們以斧頭砍殺帶著雨水的蛇。
各雨神在人間分別擁有對應的人。在傳統馬雅（及中美洲）社會，其中一項最重要的功能是祈雨的巫師，他們與雨神之間維持緊密的關係，並擁有當地及祈雨的知識。

## 祭典儀式
不同地方對雨神的祭典儀式各有不同，尤卡坦人會為雨神舉行禮儀盛宴，四名男孩會扮演成青蛙，16世紀於尤卡坦的喀斯特水井（karstic wells，喀斯特是指一種水蝕石灰岩）或天然水井舉行的儀式上亦會祈求雨水和莊稼。年輕的男子和女子會被投進井裏，讓他們溺斃，從而進入雨神的國度。另外，亦有儀式是把他們投進井後又把他們拉起，藉此獲取神諭。

## 神話
恰克是農業的守護神。他（或有關雨神、電神）的主要神話擔當重要位置，就是打開山，山中藏有玉米。在索西族神話中，雨神的形象亦是適婚年齡少女的父親，代表玉米和蔬菜。在凱克奇族有關日月神話的一些版本中，雨神恰克爾是太陽的兄弟；他們一起打敗了收養他們的年邁母親和她的情人。後來，恰克爾與其嫂通姦被罰，他流下的淚就成了雨水。

## 形象
恰克一般被描述成擁有人類的身軀及爬蟲類或兩棲類的鱗甲，頭顱長得不像人類，口中長出凸露的牙齒，長鼻子則是垂墮的。傳統上，他戴著貝殼製成的耳環。他通常拿著盾牌和閃電斧頭，此斧頭與風神（God K）關係密切。

### 施雨
現存四份瑪雅手抄本之一德累斯頓手抄本中以很大篇幅描述恰克斯（Chaacs，代表著東南西北的四位恰克）、他們居住的地方及他們的活動。馬雅刻本展現出恰克、支撐著天空的四位巴卡貝神（Bacab）、醫藥女神伊希切爾（Ixchel）之間的親密關係。16世紀西班牙方濟會於尤卡坦馬雅管區的主教迪亞哥·德·蘭達將四位恰克及巴卡貝合併為一神靈。巴卡貝是年老神祇，掌管地下世界及其水源，與瓦斯蒂克族的瑪姆拉貝對應。

### 戰爭
在馬雅古典時期，國王通常扮演雨神的角色（或有關的雨蛇神），雨神的象形文字，跟國王的其他名字是一起的。這可能與國王作為戰爭主帥的角色有關，此舉或可令人覺得他等同於施號豪雨者。然而，雨神如戰爭般的暴怒性格才是受重視的特徵。因此，國王將雨神人格化通常展現於手持兵器及對待戰俘的時候，他的行為會有如雷暴一凌厲。

## 資料來源
1. 1 2  《世界神話辭典》第671頁，遼寧人民出版社
2. ↑  .   [2009-08-02]. （原始内容存档于2009-10-06）.
3. 1 2  Jones, David M. (2007): Mythology of the Aztecs and Maya: Myths and legends of ancient Mexico and Northern Central America, P.23, London: Southwater.
4. ↑  García Barrios 2009